# Tabak-Rattle-Virus
Das Tabak-Rattle-Virus (alias Tabakmauchevirus, englisch Tobacco rattle virus, TRV; Spezies Tobravirus tabaci) ist ein Virus, das in der Landwirtschaft Probleme bereitet. Er wurde von Karl Böning 1931 an der Kulturpflanze Virginischer Tabak (Nicotiana tabacum) entdeckt und gehört zur Gattung der Tobraviren.

## Merkmale

Karte der beiden Genomsegmente der Gattung Tobravirus

Beim Tabak-Rattle-Virus handelt es sich um ein stäbchenförmiges Virus.
Das Genom besteht aus zwei unterschiedlich langen Segmenten (RNA-1 und RNA-2), die jeweils einzelmn in helikale Virionen (Viruspartikel) verpackt sind.
Der Durchmesser eines Partikels in der Gattung Tobravirus beträgt 22 nm, die Länge variiert im Bereich 180–215 bzw. 46–115 nm (für RNA-1 respektive RNA-2).
Die Virusinaktivierung erfolgt bei einer zehnminütigen Temperaturbehandlung mit 80 bis 85 °C.

## Verbreitung
Das Tabak-Rattle-Virus ist in Eurasien, Nord-, Süd- und Zentralamerika, China, Japan und auf dem Gebiet der früheren Sowjetunion verbreitet. Nachgewiesen, aber ohne Anzeichen einer Ausbreitung, wurde es in Neuseeland und Australien.

## Landwirtschaftliche Bedeutung
Das Tabak-Rattle-Virus führt bei der Kartoffel zur Stängelbuntkrankheit, ein Schadbild der Knolle ist die Eisenfleckigkeit. Bei Rüben führt es zur Rübengelbfleckigkeit. Die Übertragung an die Wurzel erfolgt durch Nematoden, anfällig für eine Infektion sind über 400 Pflanzenarten in 50 Pflanzenfamilien.